# Ильинецкий сахарный завод
Ильинецкий сахарный завод — предприятие пищевой промышленности в городе Ильинцы Винницкой области.

## История

### 1875 - 1917
Частный сахарный завод в поместье княгини Елены Демидовой Сан-Донато в волостном центре Ильинцы Липовецкого уезда Киевской губернии Российской империи был создан в 1875 году. Условия работы на заводе были тяжёлыми, продолжительность рабочего дня не регламентировалась и составляла 12 часов.
В 1899 году на заводе произошёл пожар, но в 1901-1903 гг. он был восстановлен.
В 1904 году при заводе открыли больницу на 13 коек, в которой работали врач и фельдшер.

### 1918 - 1991
В начале 1918 года в Ильинцах была провозглашена Советская власть, однако уже в марте 1918 года посёлок оккупировали немецкие войска, которые оставались здесь до ноября 1918 года. В дальнейшем, до июля 1920 года Ильинцы оставались в зоне боевых действий гражданской войны.
Восстановление повреждённого сахарного завода началось летом 1920 года, в этом же году при заводе была создана селекционная станция.
В 1920-1921 гг. в Ильинцах были открыты четыре трудовые начальные школы и профессионально-техническая школа (которая готовила механиков для сахарных заводов), при этом рабочие Ильинецкого сахарного завода отремонтировали бывший дом управляющего заводом (в котором открыли одну из школ) и построили здания двух других школ.
В марте 1923 года на заводе была создана коммунистическая группа, а в мае 1923 года - комсомольская организация, участники которых активно участвовали в ликвидации неграмотности и взяли шефство над селом Морозовка (крестьянам которого оказывали помощь).
В 1925 году производственные мощности завода были полностью восстановлены, а в следующие годы он продолжал наращивать производство сахара, превысив дореволюционные показатели. В 1940 году мощность предприятия в два раза превысила уровень довоенного 1913 года.
В ходе Великой Отечественной войны с 23 июля 1941 до 13 марта 1944 года посёлок был оккупирован немецкими войсками, при отступлении немецкие войска частично разрушили сахарный завод, но в августе—сентябре 1944 года он был восстановлен.
Во второй половине 1960-х годов завод был расширен и полностью реконструирован, здесь был построен новый цех по переработке сахарной свеклы, установлены новые центрифуги, новые дисковые фильтры, поточные линии и другое оборудование непрерывного действия. Если до начала реконструкции в 1965 году завод перерабатывал 979 тонн свеклы в сутки, то в 1970 году - 1230 тонн свеклы в сутки.
В 1976 году была проведена очередная масштабная реконструкция завода.
В целом, в советское время Ильинецкий ордена Трудового Красного Знамени сахарный завод имени С. М. Кирова являлся крупнейшим предприятием райцентра.

### После 1991
После провозглашения независимости Украины завод перешёл в ведение Государственного комитета пищевой промышленности Украины.
В мае 1995 года Кабинет министров Украины утвердил решение о приватизации сахарного завода. В дальнейшем, государственное предприятие было преобразовано в открытое акционерное общество и перешло в собственность компании ООО «Винпромтех». Позднее завод был реорганизован в общество с ограниченной ответственностью.
В 2016 году производственные мощности завода обеспечивали возможность переработки 2 тыс. тонн сахара в сутки.